# Rio Aquidauana
Der Rio Aquidauana ist ein Fluss im brasilianischen Bundesstaat Mato Grosso do Sul. Er ist auch unter den Namen Mateteú, Mboteteú und Embeteteú, Mondego und Guachiu bekannt.
Der Aquidauana entspringt in  der Serra de Maracaju und hat eine Gesamtlänge von rund 1.200 Kilometern. Er gehört zum Flusssystem des Río Paraguay und ist ein Nebenfluss des Rio Miranda, der durch die Ebene des Pantanal fließt. Als schiffbarer Fluss hat er eine wichtige Funktion für die Anbindung der landwirtschaftlichen Betriebe um die Stadt Aquidauana in der Regenzeit, wenn die Straßen des Pantanal oft unpassierbar sind. Der Rio Aquidauana gab der Stadt Aquidauana, an der er vorbeifließt, ihren Namen.